# Elvis : Une étoile est née
Pour les articles homonymes, voir Elvis (homonymie).
Elvis, une étoile est née (Elvis) est une mini-série américano-allemande en deux épisodes réalisée par James Steven Sadwith et diffusée en 2005 sur CBS.

## Synopsis
Après le lycée et des débuts modestes, le jeune Elvis Presley va connaître une ascension fulgurante. Il va devenir une superstar du Rock 'n' roll, le « King ».

## Fiche technique
Sauf indication contraire, les informations mentionnées dans cette section peuvent être confirmées par la base de données cinématographiques IMDb,  présente dans la section « Liens externes ».
- Titre français : Elvis, une étoile est née
- Titre original : Elvis
- Réalisation : James Steven Sadwith
- Scénario : Patrick Sheane Duncan
- Musique : Steve Dorff
- Photographie : Jon Joffin
- Montage : Katina Zinner
- Décors : David Chapman
- Costumes : Eduardo Castro
- Production : Judy Cairo
- Sociétés de production : ApolloProScreen Filmproduktion, Greenblatt Janolari Studio et Jaffe/Braunstein Films
- Distribution : CBS (États-Unis)
- Pays de production :  États-Unis,  Allemagne
- Langue originale : anglais
- Genre : drame, musical, Biographie
- Durée : 174 minutes (divisée en 2 épisodes)
- Date de diffusion : 
  - États-Unis : 8 mai 2005 au 11 mai 2005 (1re diffusion sur CBS)

## Distribution
- Jonathan Rhys-Meyers (VF : Axel Kiener) : Elvis Presley
- Rose McGowan : Ann-Margret
- Camryn Manheim : Gladys Presley
- Robert Patrick : Vernon Presley
- Marion Zinser : Grand-mère Minnie
- Randy Quaid (VF : Patrick Prejean) : Colonel Parker
- Tim Guinee : Sam Phillips
- Antonia Bernath (VF : Marie Tirmont) : Priscilla Presley
- Jill jane Clements : Marion Keisker
- Jack Noseworthy : Steve Binder
- Clay Steakley : Bill Black
- Mark Adam : Scotty Moore
- Eric William Pierson : D.J. Fontana
- Jennifer Rae Westley : Dixie Locke
- Randy McDowell : Gene Smith
- John Boyd West : Red West

## Production
Le tournage a lieu à Memphis dans le Tennessee ainsi qu'en Louisiane (La Nouvelle-Orléans, Paroisse de Jefferson).

## Distinctions principales
Source et distinctions complètes : Internet Movie Database
- Golden Globe du meilleur acteur dans une mini-série ou un téléfilm pour Jonathan Rhys-Meyers
- Randy Quaid nommé pour le Golden Globle du meilleur second rôle masculin
- Camryn Manheim nommée pour le Golden Globle du meilleur second rôle féminin

## Commentaire
Red West, garde du corps d'Elvis, est ici incarné par son propre fils, John Boyd West.